# Episyrta coniomicta
Episyrta coniomicta är en fjärilsart som beskrevs av Edward Meyrick 1929. Episyrta coniomicta ingår i släktet Episyrta och familjen äkta malar.
Artens utbredningsområde är Colombia. Inga underarter finns listade i Catalogue of Life.